# 주의 날 (종말)

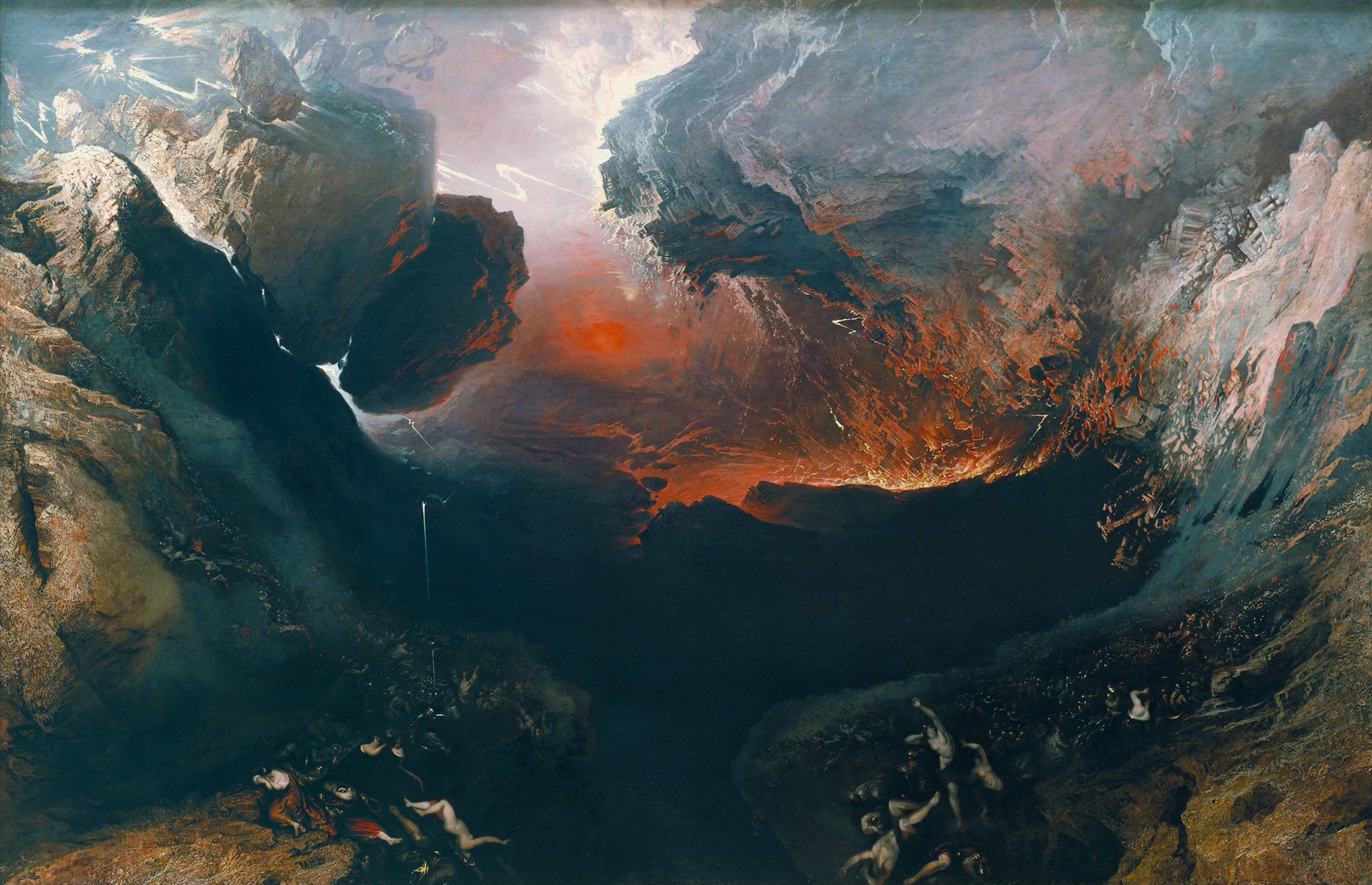

주의 날(The Day of the Lord)은 히브리어 성경(יֹום יְהוָה)과 신약성경(ἡμέρα κυρίου)에서 사용되는 성경 용어이며 주제이다. 요엘 "여호와의 크고 두려운 날이 이르기 전에 해가 어두워지고 달이 핏빛 같이 변하려니와"(욜 2:31, 행 2:20 인용), 누구든지 여호와의 이름을 부르는 자는 구원을 얻으리니 이는 나 여호와의 말대로 시온 산과 예루살렘에서 피할 자가 있을 것임이요 남은 자 중에 나 여호와의 부름을 받을 자가 있을 것임이니라고 한다. 히브리어 성경에서 이 구절의 의미는 외세의 침략, 성읍의 함락, 거민에게 닥친 고난과 같은 일시적인 사건을 가리킨다. 이것은 Av 기간의 10일 직전 안식일에 읽는 이사야서 2장에 많이 나타난다. 예언자 말라기는 "여호와의 크고 두려운 날" 직전에 엘리야가 돌아올 것이라고 예언했다. 이 예언은 유월절 직전의 큰 안식일에 회당에서 읽혀졌다. 신약성경에서 “주의 날”은 저자 자신의 시대를 가리킬 수도 있고, 최후의 심판과 장차 올 세상을 포함하여 지구 종말을 예언된 사건을 가리킬 수도 있다. 이 표현은 또한 예수 그리스도의 초림과 재림을 모두 가리키는 확장된 의미를 가질 수 있다.